# Тангиева-Бирзниеце, Елена Александровна
Елена Александровна Тангиева-Бирзниеце (также Тангиева-Бирзниек, в латвийских источниках часто Хелена Тангиева-Бирзниеце, латыш. Helēna Tangijeva-Birzniece, урождённая Бек-Мелик-Тангиева; 13 (26) апреля 1907, Павловск — 31 июля 1965, Рига) — латвийская балерина и балетмейстер армянского происхождения, педагог Михаила Барышникова. Народная артистка Латвийской ССР (1956).

## Биография
Родилась в дворянской семье, дочь Александра Сергеевича Бек-Мелик-Тангиева, начальника железнодорожной станции Павловск. В 1912 году потеряла мать.
В 1914 году начала заниматься в частной балетной школе Ивана и Александра Чекрыгиных. В 1916 году поступила в Императорское Петроградское театральное училище в балетный класс Ольги Преображенской. После небольшого перерыва в 1920 году продолжила образование в выделившемся теперь отдельно хореографическом училище под руководством Агриппины Вагановой.
Окончив курс, в 1924—1927 годах выступала в балете Государственного академического театра оперы и балета, танцуя эпизодические партии в классическом репертуаре: Гюльнара в «Корсаре» А. Адана, кошечка в «Спящей красавице» П. И. Чайковского и т. д. Одновременно по совету Фёдора Лопухова продолжала образование в хореографическом училище, осваивая профессию балетмейстера.
В 1927 году вышла замуж за генерального консула Латвии в Ленинграде Александра Бирзниекса. Несмотря на то, что до 1930 года он продолжал занимать свой пост в Ленинграде, Тангиева-Бирзниеце немедленно перебралась в Ригу, где до 1937 года была солисткой балетной труппы Латвийской оперы. Дебютировала в роли Пьеретты в «Арлекинаде» Рикардо Дриго (1927), уже в следующем году получила первую крупную партию — Сванильды в «Коппелии» Лео Делиба. Далее последовали более двух десятков партий, в том числе Одетта-Одиллия в «Лебедином озере» Чайковского (1931) и заглавная партия в «Красном маке» Рейнгольда Глиэра (1934). В 1935 году стала первой исполнительницей партии Айны в балете Яниса Мединьша «Победа любви». Гастролировала в Брюсселе, Антверпене, Берлине, Хельсинки и Стокгольме. В 1936 году дебютировала в Латвийской опере как балетмейстер, осуществив новую постановку «Корсара». В 1928—1944 годах возглавляла в Риге частную балетную школу (среди её учениц были Анна Приеде и Татьяна Сута). Одновременно в 1932—1937 годах преподавала в балетной школе оперного театра, в 1940—1941 годах — её художественный руководитель.
В 1944 году попыталась бежать через Вентспилс в Швецию со своим возлюбленным, дипломатом Вилисом Олавсом. В лодку, которая должна была довезти их до стоявшего на рейде города корабля, во время отправления попала бомба, Тангиевой-Бирзниеце удалось спастись, а Олавс утонул в реке Вента.
Вернувшись в Ригу, в 1945—1952 и 1956—1965 годах занимала должность главного балетмейстера Латвийской оперы (в перерыве, в 1952—1956 годах, главный балетмейстер Государственного театра музыкальной комедии). Готовила возобновления многих балетов классического репертуара на рижской сцене. В 1947 году поставила первый современный балет — «Лайму» Анатолия Лепина, с участием таких исполнителей, как Анна Приеде, Янина Панкрате, Арвид Озолиньш. Перенесла на рижскую сцену ряд постановок своих советских коллег, в том числе Ростислава Захарова («Бахчисарайский фонтан» Бориса Асафьева), Вахтанга Чабукиани («Лауренсия» Александра Крейна), Бориса Фенстера («Юность» Михаила Чулаки). Кроме того, вместе с Гунаром Орделовским Тангиева-Бирзниеце занималась хореографической обработкой латышских народных танцев.
Одновременно с этим в 1945—1965 годах преподавала в Рижском хореографическом училище. Как об одном из своих педагогов, сыгравших в его судьбе важную роль, упоминает о Тангиевой-Берзниеце Михаил Барышников:
Это именно Тангиева мне сказала: если вырастешь, то станешь. Она не надеялась, но очень хотела. Так-то вот. Она всё видела. Замечала, когда у меня что-то получалось. Например, хорошо станцевал в «Щелкунчике», и она мне за кулисами даёт шоколадку… Я был на седьмом небе. А когда я уехал в Ленинград, она приезжала смотреть на мой класс. Занятия в школе начинались рано, в восемь тридцать, сугробы были до ушей, а она всё равно приходила.

## Награды и память
Кавалер ордена Трудового Красного Знамени (1956), лауреат Государственной премии Латвийской ССР (1960).
Творчество Тангиевой-Бирзниеце включено в Латвийский культурный канон. В Риге на доме № 4 по улице Виландес, где балерина жила в 1945—1965 годах, установлена мемориальная доска.